# Klaus Tiedemann
Klaus Martin Tiedemann (* 1. April 1938 in Unna; † 22. Juli 2018) war ein deutscher Rechtswissenschaftler, Professor für Strafrecht mit Schwerpunkt Wirtschaftsstrafrecht und Lehrstuhlinhaber in Gießen und Freiburg im Breisgau.

## Leben
Klaus Tiedemann, geboren und aufgewachsen in Westfalen, war Sohn von Sofie Tiedemann, geborene Burghardt, und ihrem Mann, dem Oberstudienrat Walter Tiedemann. Er studierte nach seinem Abitur am Pestalozzi-Gymnasium Unna von 1957 bis 1961 Rechtswissenschaften in Göttingen, Freiburg und Münster sowie von 1961 bis 1962 Strafrechtsvergleichung an der Universität Paris. Im Jahr 1961 legte er sein erstes juristisches Staatsexamen in Münster bzw. am Oberlandesgericht Hamm ab; 1966 folgte sein zweites juristisches Staatsexamen am Justizministerium Stuttgart. Er wurde 1962 an der Universität Münster mit einer Dissertation über die Rechtsstellung des Strafgefangenen nach deutschem und ausländischem Verfassungsrecht zum Doktor der Rechte mit der Note Summa cum laude promoviert. 1968 habilitierte sich Tiedemann an der Universität Tübingen mit der Schrift Tatbestandsfunktionen im Nebenstrafrecht und erhielt die Venia legendi für Strafrecht, Strafprozeßrecht, Strafvollzug und Strafrechtsvergleichung. 1968 folgte er einem Ruf auf den Lehrstuhl für Strafrecht an der Universität Gießen. 1972/73 folgten weitere Rufe auf strafrechtliche Lehrstühle an den Universitäten Mainz, Kiel, Göttingen und Freiburg, später weitere nach Tübingen.  
Von 1973 bis zu seiner Emeritierung hatte Tiedemann den Lehrstuhl für Strafrecht, Strafprozeßrecht und Kriminologie an der Universität Freiburg inne. Zudem war er Direktor des Instituts für Kriminologie und Wirtschaftsstrafrecht. Von 1981 bis 1992 war er Dekan der Rechtswissenschaftlichen Fakultät der Universität Freiburg. Er hatte weitere Gast- und Titularprofessuren an mehreren Universitäten inne.
Sein Forschungsgebiet lag hauptsächlich im Wirtschaftsstrafrecht, insbesondere das Kartell-, Konkurs- und Umweltstrafrecht sowie Steuer- und Subventionskriminalität und Strafrecht der Handelsgesellschaften. Später folgte der Schwerpunkt Europäisches Strafrecht. Er war unter anderem Mitherausgeber der Zeitschrift für die gesamte Strafrechtswissenschaft. Ihm wurde von mehreren internationalen Universitäten die Ehrendoktorwürde verliehen. 1995 erhielt er den Max-Planck-Forschungspreis. Er war Gründungsmitglied der Europa-Universität Paris.
Tiedemann lebte in Staufen, war evangelisch, verheiratet seit 1963 mit Inge Tiedemann, geborene Hoffmann, und hatte zwei Kinder (Michael und Philip Tiedemann).

## Ehrungen und Auszeichnungen
- 1963: Rektorenpreis der Universität Münster
- 1973: Bremer Kriminalistenpreis
- 1981: Honorarprofessor der Universität del Rosario in Bogotá (Kolumbien)
- 1983: Doctor honoris causa (Ehrendoktor) der Universität San Martín von Lima (Peru)
- 1983: außerordentlicher Professor an der Universität del Externado in Bogotá (Kolumbien)
- 1987: Ehrenmitglied der japanischen Strafrechtslehrervereinigung
- 1989: Doctor juris honoris causa der Universität von Fribourg (Schweiz)
- 1990: Humboldt-Forschungspreis des spanischen Wissenschaftsministeriums
- 1992: Doctor juris honoris causa der Universität Autónoma de Madrid
- 1995: Max-Planck-Forschungspreis für internationale Kooperation
- 1996: Doctor juris honoris causa der Universität Jaume I (Valencianische Gemeinschaft)
- 1999: Doctor honoris causa der Universidad Peruana Los Andes (Huancayo)
- 2003: Doctor honoris causa der Staatlichen Universität Rio de Janeiro – UNIRIO
- 2004: Doctor honoris causa der Universität Antenor Orrego von Trujillo (Peru)
- 2004: Honorarprofessor der Universität San Marcos (Lima)
- 2012: Doctor honoris causa der Universität San Marcos (Lima)

## Veröffentlichungen (Auswahl)
- Die Rechtsstellung des Strafgefangenen. 1963.
- Tatbestandsfunktionen im Nebenstrafrecht. 1969.
- Das Verbrechen in der Wirtschaft. 1970; 2. Auflage 1972.
- Strafrechtliche Mittel für eine wirksame Bekämpfung der Wirtschaftskriminalität. 1972 (Gutachten zum 9. Deutschen Juristentag).
- Straftaten und -recht im Bank- und Kreditwesen. 1973.
- Subventionskriminalität in der Bundesrepublik Deutschland. 1974.
- als Mitherausgeber: Festschrift für Karl Peters. 1974.
- Kartellrechtverstöße und Strafrecht. 1976.
- Wettbewerb und Strafrecht. 1976.
- Wirtschaftsstrafrecht und -kriminalität. 2 Bände. 1976.
- Multinationale Unternehmen und Strafrecht. 1980.
- Kommentar zum GmbH-Strafrecht. 1981.